# Гасымов, Айдын Сулейман оглы
Айдын Сулейман оглы Гасымов (азерб. Qasımov Aydın Süleyman oğlu; род. 22 сентября 1993, Физулинский район) — азербайджанский футболист, амплуа — защитник. Выступает в составе команды «Карадаг».

## Биография
Родившийся 22 сентября 1993 года в Физулинском районе Азербайджана Айдын Гасымов начал заниматься футболом в возрасте 9 лет в детской секции ФК «Шафа». Профессиональную карьеру футболиста также начал в 2011 году, в составе ФК «Сумгаит», где провел два сезона. Затем перешёл в бакинский «АЗАЛ», где начал выступать в дубле команды. Летом 2014 года главный тренер «полосатых» - Тарлан Ахмедов, призвал молодого игрока в основной состав клуба.

### Чемпионат
Статистика выступлений в чемпионате Азербайджана по сезонам:
| № | Сезон       | Клуб      | Игр | Голов | В запасе |
| - | ----------- | --------- | --- | ----- | -------- |
| 1 | 2011 / 2012 | «Сумгаит» | 0   | 0     | 1        |
| 2 | 2012 / 2013 | «Сумгаит» | 0   | 0     | 6        |
| 3 | 2013 / 2014 | «АЗАЛ»    | 2   | 1     | 2        |
| 4 | 2014 / 2015 | «АЗАЛ»    | 0   | 0     | 1        |

### Кубок
Статистика выступлений в Кубке Азербайджана по сезонам:
| № | Сезон       | Клуб      | Игр | Голов | В запасе |
| - | ----------- | --------- | --- | ----- | -------- |
| 1 | 2012 / 2013 | «Сумгаит» | 1   | 0     | 0        |